# نيو ميناس (نوفا سكوشا)
نيو ميناس (بالإنجليزية: New Minas)‏ هي بلدة تقع في كندا في Kings County. يقدر عدد سكانها بـ 5,135 نسمة .